# Liste der Monuments historiques in Marcilly-sur-Tille
Die Liste der Monuments historiques in Marcilly-sur-Tille führt die Monuments historiques in der französischen Gemeinde Marcilly-sur-Tille auf.

## Liste der Immobilien
| Bezeichnung       | Beschreibung                                                   | Standort            | Kennzeichnung | Schutzstatus | Datum | Bild           |
| ----------------- | -------------------------------------------------------------- | ------------------- | ------------- | ------------ | ----- | -------------- |
| Kirche St-Maurice | ehemalige Friedhofskapelle, zweite Hälfte des 12. Jahrhunderts | Rue du Potet (Lage) | PA00112524    | Inscrit      | 1925  | weitere Bilder |

## Liste der Objekte
| Bezeichnung | Beschreibung                                | Standort                        | Kennzeichnung | Schutzstatus | Datum | Bild |
| ----------- | ------------------------------------------- | ------------------------------- | ------------- | ------------ | ----- | ---- |
| Glocke      | Bronze, 1684 gegossen                       | in der Kirche St-Maurice (Lage) | PM21001412    | Classé       | 1943  |      |
| Kelch       | gemarkt 1736 (?), Goldchmied François Marcé | in der Kirche St-Maurice (Lage) | PM21006682    | Inscrit      | 2022  |      |